# Ung thư tuyến tiền liệt
Ung thư tuyến tiền liệt hay còn gọi là ung thư tiền liệt tuyến là một dạng của ung thư phát triển trong tuyến tiền liệt, một tuyến trong hệ sinh dục nam. Ung thư tuyến tiền liệt phát triển chậm, tuy nhiên, có những trường hợp ung thư di căn. Các tế bào ung thư có thể di căn (lan) từ tuyến tiền liệt sang các bộ phận khác của cơ thể, đặc biệt là vào xương và các hạch bạch huyết. Ung thư tuyến tiền liệt có thể gây đau đớn và khó khăn trong việc đi tiểu, quan hệ tình dục gặp vấn đề, hoặc rối loạn chức năng cương dương. Các triệu chứng khác có khả năng phát triển trong giai đoạn sau của bệnh.
Tỷ lệ phát hiện ung thư tuyến tiền liệt khác sau đối với các vùng trên toàn thế giới, ở miền Nam Á và Đông Nam Á ít hơn ở Châu Âu, và đặc biệt là Hoa Kỳ. Ung thư tuyến tiền liệt có xu hướng phát triển ở nam giới trong độ tuổi 50. Mặc dù nó là một trong các loại ung thư phổ biến nhất ở nam giới, nhưng nhiều người không bao giờ có các triệu chứng, không trải qua điều trị, và cuối cùng chết vì các nguyên nhân khác. Nguyên nhân là do ung thư tuyến tiền liệt, phát triển chậm trong nhiều trường hợp, triệu chứng tự do, và những người đàn ông mắc bệnh thường lớn tuổi nên thường chết vì các nguyên nhân không liên quan đến bệnh ung thư tuyến tiền liệt, chẳng hạn như bệnh tim/mạch, viêm phổi, hay chết già. Khoảng 2/3 các trường hợp ung thư tiến tiền liệt là phát triển chậm, 1/3 còn lại phát triển nhanh chóng và di căn.
Sự phát triển của ung thư tuyến tiền liệt liên quan đến nhiều yếu tố, bao gồm cả yếu tố di truyền và chế độ ăn uống. Ung thư tuyến tiền liệt có thể được phát hiện từ các triệu chứng, kiểm tra thể chất, xét nghiệm kháng nguyên đặc hiệu tuyến tiền liệt (PSA), hoặc sinh thiết. Xét nghiệm PSA làm tăng khả năng phát hiện bệnh ung thư tuy nhiên vẫn không làm giảm tỷ lệ tử vong. Trường hợp nghi ngờ bị ung thư tuyến tiền liệt thường được xác định bằng cách lấy sinh thiết tuyến tiền liệt và kiểm tra dưới kính hiển vi. Các kiểm tra sau đó, chẳng hạn như quét CT và chụp cắt lớp xương, có thể được thực hiện để xác định di căn.
Điều trị cho bệnh ung thư tuyến tiền liệt có thể lựa chọn các phương pháp như phẫu thuật, xạ trị, xạ phẫu, và liệu pháp proton. Các phương pháp điều trị khác, chẳng hạn như liệu pháp nội tiết tố, hóa trị, phương pháp cắt lạnh, và HIFU (sóng siêu âm tập trung cường độ mạnh), tùy thuộc vào kịch bản lâm sàng và kết quả mong muốn.
Vấn đề tuổi tác và sức khỏe cơ bản của người đàn ông, mức độ di căn, hình dạng khối u dưới kính hiển vi, và đáp ứng của bệnh ung thư với các điều trị ban đầu rất quan trọng trong việc tiên lượng bệnh. Quyết định có hay không điều trị ung thư tuyến tiền liệt cục bộ (khối u được chứa trong tuyến tiền liệt) với mục đích chữa bệnh là sự đánh đổi của bệnh nhân giữa lợi ích được mong đợi và những ảnh hưởng có hại về thời hạn tồn tại và chất lượng cuộc sống của bệnh nhân.

## Tổng quan

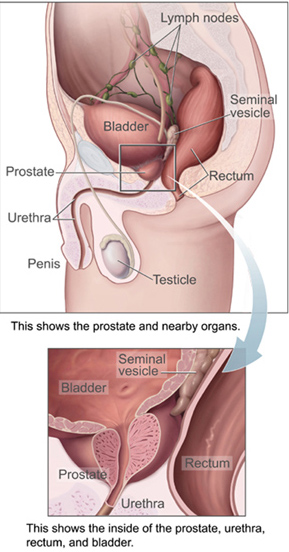

Tuyến tiền liệt là một phần của hệ sinh dục nam có nhiệm vụ sản xuất và lưu trữ tinh dịch. Ở nam giới trưởng thành, tuyến tiền liệt điển hình dài khoảng 3 cm và nặng khoảng 20gr. Nó nằm trong khung chậu, dưới bàng quang và trước trực tràng. Tuyến tiền liệt bao quanh một phần của niệu đạo là ống dẫn nước tiểu từ bàng quang trong quá trình tiểu tiện và tinh dịch trong quá trình xuất tinh. Do vị trí của nó, cho nên các bệnh về tuyến tiền liệt thường ảnh hưởng đến việc đi tiểu, xuất tinh, hiếm khi ảnh hưởng đến đại tiện. Tuyến tiền liệt có nhiều tuyến nhỏ sản xuất khoảng 20% chất lỏng tạo thành tinh dịch. Trong bệnh ung thư tuyến tiền liệt, các tế bào của các tuyến tiền liệt biến đổi thành tế bào ung thư. Các tuyến tiền liệt cần các kích thích tố nam được gọi chung là androgen để có thể hoạt động. Androgen bao gồm; testosterone được sản xuất trong tinh hoàn, dehydroepiandrosterone được sản xuất tại các tuyến thượng thận, và dihydrotestosterone được chuyển đổi từ testosterone trong chính tuyến tiền liệt. Androgen cũng là tác nhân ảnh hưởng về các đặc điểm giới tính thứ cấp như râu và cơ bắp.

## Dịch tễ học
Ung thư tuyến tiền liệt là ung thư ở đàn ông được chẩn đoán nhiều nhất ở Đức và sau ung thư phổi và ung thư đại trực tràng đứng hàng thứ ba trong số các bệnh ung thư gây ra cái chết ở đàn ông. Khoảng 26 phần trăm tất cả các loại ung thư phát ra mỗi năm ở nam giới là từ tuyến tiền liệt. Theo một thống kê 2013 ở Đức mỗi năm 67.600 người đàn ông bị chẩn đoán mắc bệnh ung thư tuyến tiền liệt. Các quan sát, có sự gia tăng từ các thập kỷ sau này là do sự cải tiến về các phương pháp chẩn đoán và do sự gia tăng về tuổi thọ.
| Năm                                      | 1980   | 1985   | 1990   | 1995   | 2000   |
| Trường hợp mới hàng năm ở Đức (ước tính) | 16.800 | 21.600 | 27.500 | 35.400 | 44.800 |

Hàng năm tỷ lệ tử vong (tổng số trường hợp tử vong) là khoảng 12.000. Ở nam giới dưới 40 tuổi, ung thư tuyến tiền liệt hầu như là không có. Sau đó tỷ lệ mắc bệnh tăng lên theo tuổi tác rất cao. Qua khám nghiệm tử thi, người ta khám phá ra rằng, có đến 80% những người trên 70 tuổi có bệnh ung thư tuyến tiền liệt tiềm ẩn nhưng không chết vì nó. Độ tuổi trung bình lúc chẩn đoán là 71 năm.

## Phân loại
Một phần quan trọng của việc đánh giá bệnh ung thư tuyến tiền liệt là xác định các giai đoạn của bệnh, hoặc xác định ung thư đã di căn bao xa. Biết được giai đoạn sẽ giúp xác định chẩn đoán và rất hữu ích khi lựa chọn phương pháp điều trị. Phổ biến nhất là hệ thống phân loại TNM (viết tắt của các từ khối u/hạch/di căn tumor/nodes/metastasis) gồm 4 giai đoạn. Các thông tin của hệ thống này bao gồm kích thước của khối u, số lượng hạch bạch huyết có liên quan, và sự hiện diện của bất kỳ di căn nào khác.
Sự phân biệt quan trọng nhất đối với bất kỳ hệ thống chia giai đoạn ung thư nào đó là ung thư vẫn còn nằm giới hạn trong tuyến tiền liệt hay đã di căn ra ngoài. Trong hệ thống TNM, giai đoạn ung thư lâm sàng T1 và T2 chỉ nằm trong tuyến tiền liệt, còn T3 và T4 có nghĩa là ung thư đã di căn sang nơi khác. Có thể thực hiện thêm một số thử nghiệm để tìm ra bằng chứng di căn, bao gồm chụp cắt lớp điện toán (CT) để đánh giá lan truyền trong khung xương chậu, sử dụng kỹ thuật ảnh nhận phóng xạ (scintigraphy) xương để tìm các di căn đến xương, và chụp cộng hưởng từ xoắn ốc nội trực tràng (endorectal coil MRI) để xem xét cẩn thận các nang tuyến tiền liệt và túi tinh.
Sau khi làm sinh thiết tuyến tiền liệt, một nhà nghiên cứu bệnh học sẽ xem xét các mẫu dưới kính hiển vi. Nếu có sự hiện diện của ung thư, nhà nghiên cứu bệnh học sẽ báo cáo tình trạng cấp độ của khối u. Cấp độ này cho biết có bao nhiêu tế bào khối u khác nhau từ các mô tuyến tiền liệt bình thường và cho biết khối u có khả năng phát triển nhanh như thế nào. Hệ thống Gleason được sử dụng để chia cấp độ các khối u tuyến tiền liệt từ 2 cho đến 10. Chia giai đoạn theo kiểu Whitmore-Jewett là một phương pháp khác đôi khi cũng được sử dụng.

## Các dấu hiệu và triệu chứng
Ung thư tuyến tiền liệt thời kỳ đầu thường không có triệu chứng. Nó thường được chẩn đoán khi nhận thấy PSA cao trong một lần khám bệnh định kỳ.
Tuy nhiên, đôi khi ung thư tuyến tiền liệt có thể gây ra một số triệu chứng thường tương tự như của các bệnh khác ví dụ như bệnh tăng sản tuyến tiền liệt lành tính. Các triệu chứng bao gồm đi tiểu thường xuyên, đi tiểu đêm, khó tiểu hoặc tiểu ngắt quãng, tiểu ra máu (máu trong nước tiểu), đau khi tiểu.
Bởi vì tuyến tiền liệt bao quanh một phần của đường niệu đạo cho nên ung thư tuyến tiền liệt có thể làm rối loạn chức năng tiết niệu và tuyến tiền liệt cũng tiết chất dịch tao thành tinh dịch theo ống dẫn tinh vào niệu đạo cho nên ung thư tuyến tiền liệt cũng có thể gây ra rối loạn các chức năng và hoạt động tình dục, chẳng hạn như khó đạt được sự cương cứng hoặc đau khi xuất tinh.
Ung thư tuyến tiền liệt ở các giai đoạn sau có thể di căn sang các bộ phận khác của cơ thể và gây ra nhiều triệu chứng khác. Các triệu chứng thường gặp nhất là đau xương, thường ở các đốt sống (xương cột sống), xương chậu, hay xương sườn. Ung thư còn di căn vào các xương khác, thường là phần gần đầu của xương đùi. Ung thư tuyến tiền liệt di căn vào cột sống cũng có thể đè lên tủy sống gây ra yếu chân và đại tiện, tiểu tiện không tự chủ.

## Nguyên nhân
Vẫn chưa biết chính xác các nguyên nhân cụ thể gây nên bệnh ung thư tuyến tiền liệt, tuy nhiên các yếu tố nguy cơ chính là vấn đề tuổi tác và tiền sử trong gia đình có người mắc bệnh. Ung thư tuyến tiền liệt rất hiếm gặp ở đàn ông trẻ hơn 45 tuổi, nhưng càng về già thì tỉ lệ mắc bệnh càng tăng. Độ tuổi trung bình tại thời điểm chẩn đoán là 70, tuy nhiên nhiều người đàn ông không bao giờ biết họ có bệnh ung thư tuyến tiền liệt. Nghiên cứu khám nghiệm tử thi của một số đàn ông Trung Quốc, Đức, Israel, Jamaica, Thụy Điển, và Uganda bị chết vì các nguyên nhân khác thì đồng thời phát hiện thấy bệnh ung thư tuyến tiền liệt trong 30% các xác chết nam ở tuổi 50, và 80% trong độ tuổi 70. Nam giới trong những gia đình có lịch sử mắc bệnh ung thư tuyến tiền liệt mức độ 1 có nguy cơ mắc bệnh cao gấp đôi so với những người trong gia đình không có ai bị ung thư tuyến tiền liệt. Một người nếu có anh hoặc em trai mắc bệnh thì có nguy cơ cao hơn là có cha mắc bệnh. Ở Hoa Kỳ năm 2005 ước tính có khoảng 230.000 trường hợp mắc bệnh mới phát hiện và 30.000 ca tử vong do ung thư tuyến tiền liệt. Nam giới bị cao huyết áp sẽ có nhiều khả năng phát triển ung thư tuyến tiền liệt. Một nghiên cứu trong năm 2010 phát hiện ra tế bào đáy của tuyến tiền liệt là những nơi phổ biến nhất để bắt đầu cho những mầm mống của bệnh ung thư tuyến tiền liệt.

### Di truyền
Sự liên đới với chủng tộc, gia đình và các biến thể gen cụ thể đã đưa ra vấn đề về ảnh hưởng của di truyền với nguy cơ ung thư tuyến tiền liệt. Nam giới có mối quan hệ cấp độ 1 với một người mắc bệnh ung thư tuyến tiền liệt thì có nguy cơ mắc bệnh cao hơn gấp 2, và những người có tới 2 thân nhân quan hệ cấp độ 1 mắc bệnh thì có nguy cơ tăng gấp 5 so với những người không có tiền sử trong gia đình có người mắc bệnh. Tại Hoa Kỳ, tỉ lệ đàn ông da đen mắc và chết vì bệnh ung thư tuyến tiền liệt cao hơn so với đàn ông gia trắng hoặc người gốc Tây Ban Nha.
 Những người đàn ông gốc Tây Ban Nha da trắng có tỷ lệ mắc và tử vong do ung thư tuyến tiền liệt chỉ bằng 1/3 so với người Tây Ban Nha da màu. Nếu có anh, em trai hoặc bố bị ung thư tuyến tiền liệt, thì có nguy cơ mắc bệnh gấp đôi. Các nghiên cứu về cặp song sinh ở Scandinavia đã đưa ra nhận xét rằng 40% nguy cơ ung thư tuyến tiền liệt có thể được giải thích bằng yếu tố di truyền.
Không có một gen duy nhất nào ảnh hưởng trực tiếp đến ung thư tuyến tiền liệt mà nó liên quan đến nhiều gen khác nhau. Đột biến trong gen ức chế khối u ở người BRCA1 và BRCA2 là yếu tố quan trọng gây nguy cơ cho ung thư buồng trứng và ung thư vú ở phụ nữ, cũng có liên quan đến bệnh ung thư tuyến tiền liệt. Các gen khác cũng liên quan như gen di truyền ung thư tuyến tiền liệt 1 (HPC1), các thụ thể androgen, và thụ thể vitamin D. Gen hợp nhất nhân tố phiên mã gia đình TMPRSS2-ETS, cụ thể là TMPRSS2-ERG hoặc TMPRSS2-ETV1/4, thúc đẩy quá trình tăng trưởng tế bào ung thư.

## Phòng ngừa và chẩn đoán
Ung thư tuyến tiền liệt là bệnh ung thư thường xuyên nhất ở đàn ông tại Đức. Mỗi năm có 60 ngàn người đàn ông bị phát hiện mắc bệnh này, 12 ngàn người chết mỗi năm. Ung thư này dễ chữa, nếu khám phá ra sớm, tuy nhiên chỉ có 14% đi chẩn đoán bệnh. Bảo hiểm sức khỏe Đức trả tiền cho việc chẩn đoán bệnh cho đàn ông từ 45 tuổi. Nhưng nên đi khám sớm hơn, nếu trong gia đình đã có người mắc bệnh.
Ta có thể giảm nguy cơ mắc bệnh bằng cách: 
- Giữ trọng lượng trung bình.
- Vận động đều đặn.
- Ăn uống lành mạnh, đều độ bằng cách ăn nhiều rau quả và ít ăn thịt, nhất là thịt đỏ.
- Chỉ uống rượu vừa phải.